# Памятное (Волгоградская область)
Памятное (также Ротгаммель, нем. Rothammel) — исчезнувшее село в Жирновском районе Волгоградской области, располагалось на территории Алешниковского сельского поселения.
Село находилось в лесостепи, в пределах Приволжской возвышенности, являющейся частью Восточно-Европейской равнины, в верховьях реки Карамыш.
Расстояние до районного центра города Жирновск составляло около 35 км, до областного центра города Волгоград - 310 км.

## Название
Названо по фамилии первого старосты (форштегера) А. Ротгаммеля. По указу от 26 февраля 1768 года о наименованиях немецких колоний получила официальное название Памятная. 

## История
Вызывательская колония Дебофа. Основана 21 августа 1767 года. Основатели — 30 семей, выходцы из Пфальца.
Село относилось сначала к католическому приходу Шукк; позже был образован самостоятельный приход Ротгаммель. Деревянная церковь была построена в 1824 году; в 1910 году была выстроена новая, каменная церковь.
Земли в 1857 году — 2900 десятины, в 1910 году — 5172 десятин. Имелись две маслобойни, ветряные мельницы, лавки. С 1909 года действовала земская школа.
Малоземелье, а также распространение в 1874 году всеобщей воинской повинности на колонистов активизировано эмиграционные настроения. В период с 1875 по 1901 год в Америку выехало 168
человек.
В советский период — немецкое село сначала Медведицкого района Голо-Карамышского уезда Трудовой коммуны (Области) немцев Поволжья; с 1922 — Медведицко-Крестово-Буеракского (в 1927 году переименован во Франкский) кантона АССР немцев Поволжья; административный центр Ротгаммельского сельского совета (в 1926 году в сельсовет входило одно село Ротгаммель). В голод 1921 года родилось 53 человека, умерло 17. В 1926 году имелись кооперативная лавка, начальная школа, передвижная библиотека. В период коллективизации организованы колхозы имени Будённого, «Ротфельд».
В 1927 году постановлением ВЦИК «Об изменениях в административном делении Автономной С.С.Р. Немцев Поволжья и о присвоении немецким селениям прежних наименований, существовавших до 1914 года» селу Памятное Франкского кантона возвращено название Ротгаммель.
28 августа 1941 года был издан Указ Президиума ВС СССР о переселении немцев, проживающих в районах Поволжья. Немецкое население было депортировано. После ликвидации АССР немцев Поволжья село, как и другие населённые пункты Франкского кантона (кантон преобразован в Медведицкий район), вошло в состав Сталинградской области. Решением облисполкома от 31 марта 1944 года № 10 § 30 «О переименовании населённых пунктов Сталинградской области, носящих немецкие названия», село Ротгаммель Медведицкого района вновь переименовано в село Памятное. Указом Президиума Верховного Совета РСФСР от 18 июня 1954 года № 744/83 Памятный сельсовет был ликвидирован, село включено в состав Алёшниковского сельсовета. Село исключено из учётных данных постановлением Волгоградской областной Думы от 18 ноября 2004 года № 14/453.

## Население
Динамика численности населения по годам:
| 1767 | 1773 | 1788 | 1798 | 1816 | 1834 | 1850 | 1859 | 1865 | 1886 | 1891 | 1897 | 1905 | 1911 | 1920 | 1922 | 1926 | 1931 | 2002 |
| ---- | ---- | ---- | ---- | ---- | ---- | ---- | ---- | ---- | ---- | ---- | ---- | ---- | ---- | ---- | ---- | ---- | ---- | ---- |
| 100  | 133  | 179  | 215  | 348  | 557  | 777  | 1020 | 1051 | 1243 | 1424 | 1436 | 1563 | 1790 | 1732 | 1543 | 1785 | 2068 | 0    |

В 1931 году немцы составляли 100 % населения села.